# Сосновка (Курская область)
Сосновка — село в Горшеченском районе Курской области. Административный центр Сосновского сельсовета.

## История
В 1966 году указом президиума ВС РСФСР село Нижнегнилое переименовано в Сосновка.

## Население
| 1859 | 1897  | 2002 | 2010 |
| ---- | ----- | ---- | ---- |
| 1423 | ↗1791 | ↘891 | ↘736 |